# Спортивный зал Измир Халкапинар
Спортивный зал Измир Халкапинар (тур. İzmir Halkapınar Spor Salonu) — спортивная арена в пригороде турецкого Измира Халкапинар. Вмещает 10,000 зрителей.

## История
Строительство велось с декабря 2004 года до июля 2005, к соревнованиям Универсиады по гимнастике, баскетболу, волейболу и фехтованию.
Во время Чемпионата мира по баскетболу 2010 здесь проходили матчи группы D.